# Varanus macraei
Varanus macraei este o specie de reptile din genul Varanus, familia Varanidae, descrisă de Wolfgang Böhme și Surrey Wilfrid Laurance Jacobs în anul 2001. Conform Catalogue of Life specia Varanus macraei nu are subspecii cunoscute.

## Galerie

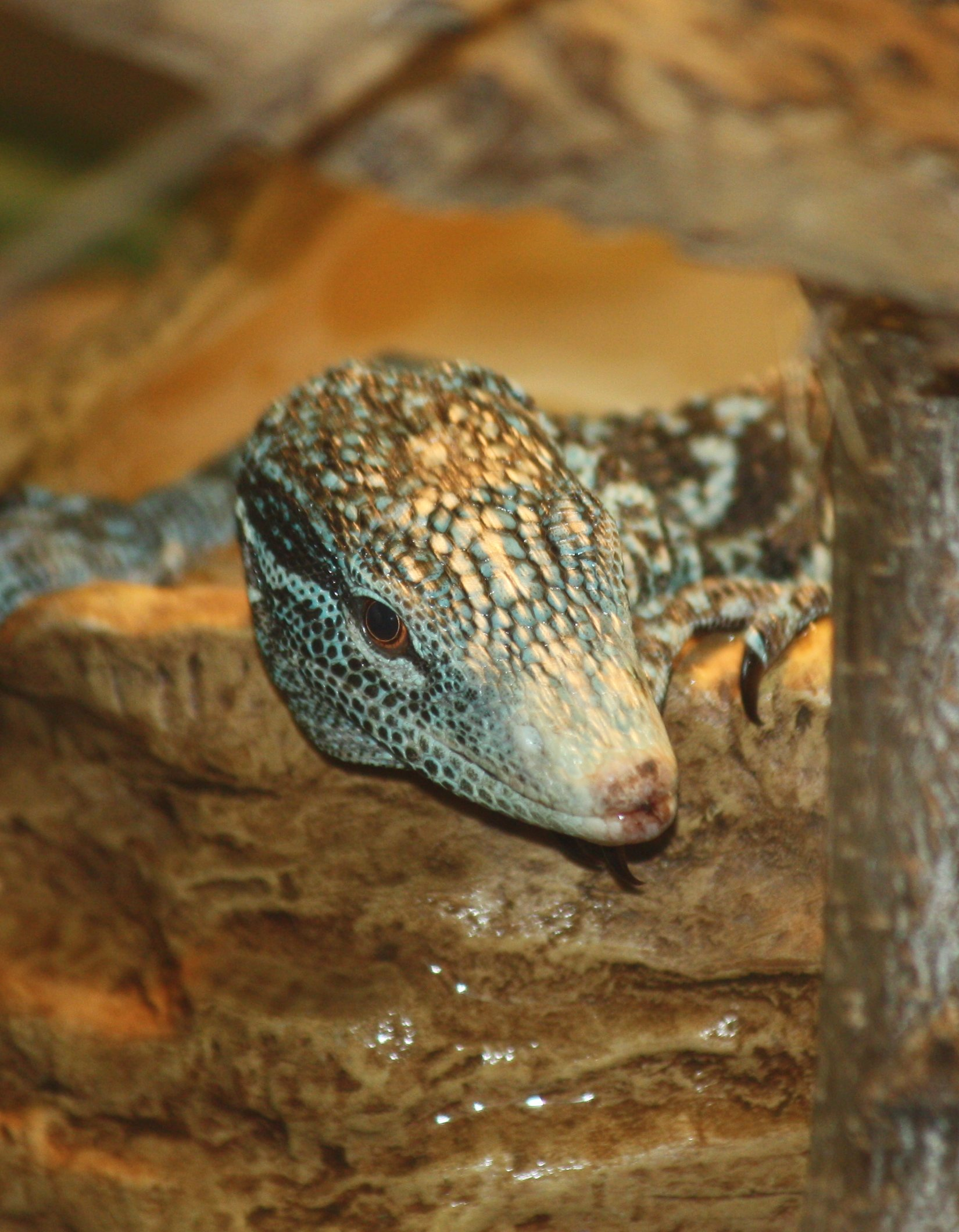
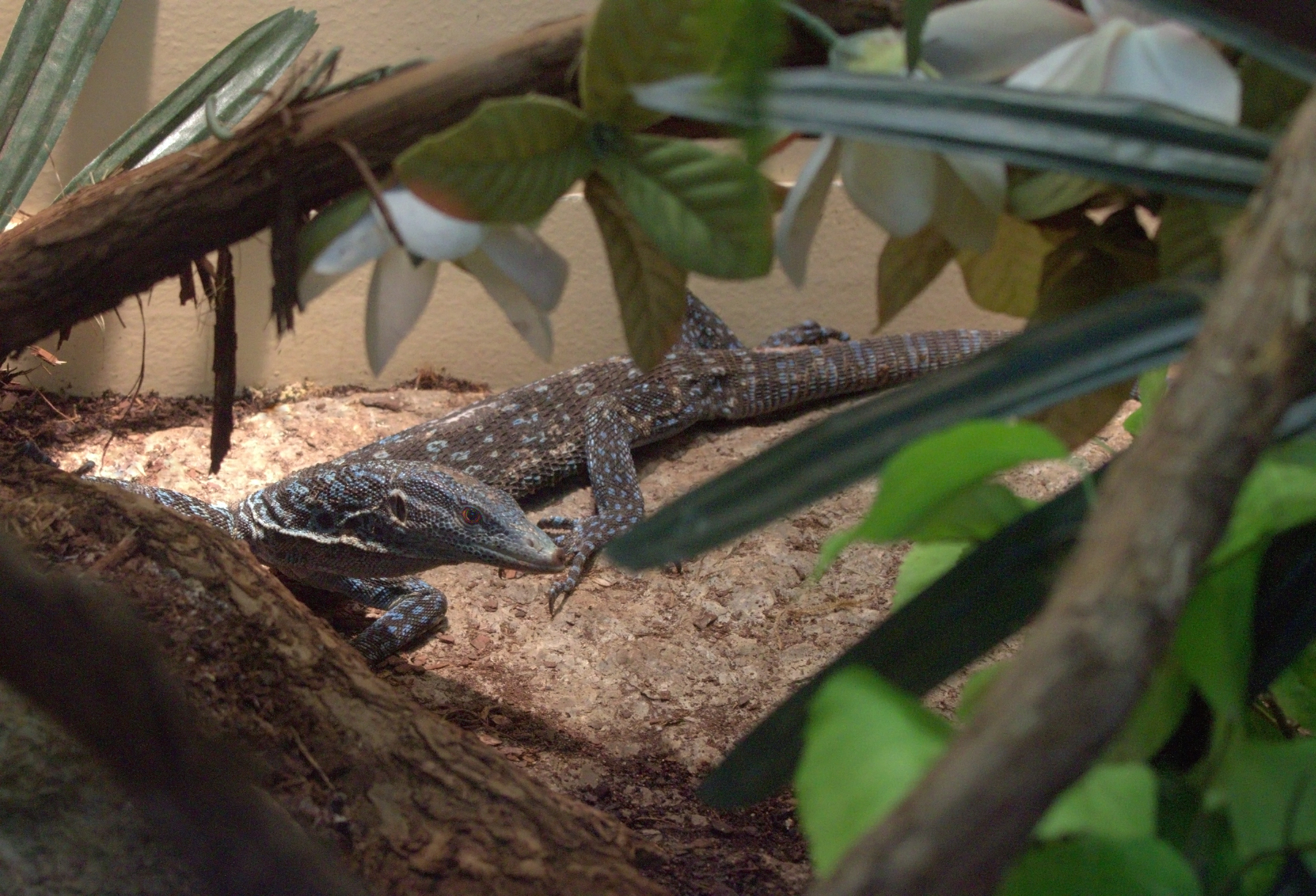